# 크펠레족

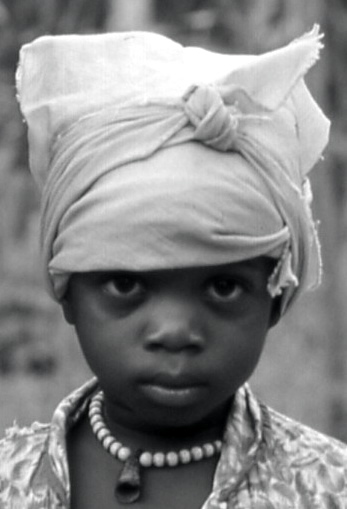

크펠레족(Kpelle族)은 서아프리카 라이베리아 중부와 기니의 남동부에 걸쳐 분포한 민족이다. 라이베리아와 기니 양쪽에 약 100만 명씩 사는 것으로 추산되며, 라이베리아에서는 가장 인구 수가 많은(20.3%) 민족이다. 만데어족에 속하는 크펠레어를 사용한다.
매년 폭우가 내리고 땅이 거친 지역에 살지만 대부분 주식인 쌀에 의존하여 살아가는 농업 민족이다. 리더십이 강한 족장이 우두머리로서 지역 사회의 질서를 유지하고 갈등을 중재해 오고 있으며, 라이베리아에서 가장 전원적이고 보수적인 민족 집단이다.
2006년 미국의 방송 진행자 오프라 윈프리에 대한 유전자 검사 결과, 모계 혈통이 크펠레족에 속할 가능성이 있는 것으로 밝혀졌다.
축구선수 폴 포그바도 여기에 속한다.